# Kemama
"Kemama" er en sang af den tjekkiske sanger Ben Cristóvão. Den skal repræsentere Tjekkiet ved Eurovision Song Contest 2020.